# Invizimals
Invizimals è un videogioco d'azione sviluppato da Novarama e pubblicato da SCE. Il gioco utilizza la tecnologia della GO!Cam per vedere delle creature altrimenti invisibili all'occhio umano, questo videogioco rappresenta anche un secondo tentativo di interazione con la realtà aumentata da parte di Sony dopo la diversa esperienza di Eye of the Judgment.

## Trama e modalità di gioco
All'inizio del gioco si incontrerà un esperto della Sony di Tokyo, Kenichi Nakamura (chiamato nel seguito del gioco Keni). Durante il gioco bisognerà aiutare Keni a catturare tutti gli Invizimals.
Per prendere gli Invizimals bisogna andare in parti del mondo che si adeguano alle loro ambientazioni (come il Polo Nord per Icelion). Una volta che il giocatore avrà catturato e addomesticato il suo primo Invizimals, Keni gli chiederà di andare in America da un suo collega: il dottor Bob Dawson (che ha aiutato Keni a comprendere il comportamento degli Invizimals). Dawson spiegherà al giocatore come si comportano gli Invizimals e cosa più importante che sono fatti di energia, più precisamente di scintille d'onda. Più avanti Keni partirà per Mumbai, su richiesta del suo capo, per collaborare con degli scienziati sullo studio degli Invizimals; intanto invita il giocatore a provare il primo torneo Invizimals di Tokyo, sulla cui cima c'è Akira, un ragazzo le cui continue vittorie gli hanno fatto perdere la testa; ciò nonostante il giocatore batterà lui e il suo Bearserker.
Arrivato a Mumbai il giocatore incontra Jazmin Nayar, una vecchia amica di Keni, che lo informa che Keni è stato arrestato dalla polizia e che il centro di ricerca di Tokyo è stato sabotato da un pirata informatico. Fortunatamente Keni viene liberato da Sebastian Campbell, un miliardario inglese, vecchio compagno del capo di Keni, esperto in mitologia e crede che gli Invizimals siano legati ad essa. Per far continuare le ricerche in segreto Campbell porta Keni e Jazmin nel suo castello in Inghilterra; tra l'altro, tramite degli agganci, Campbell scopre il nome del pirata informatico: Axel Kaminsky, che vuole usare gli Invizimals come nuove armi per conto del suo cliente. A causa però della sbadataggine di Keni (che voleva usare l'impianto del castello per trovare gli Invizimals) il castello rimane senza corrente, e durante la notte Kaminsky li cattura, ma grazie a Keni Jazmin si salverà e verrà portata in un'area segreta. Più avanti, in Egitto, Campbell scopre in una tomba antica che il dio Ra era un Invizimal e decifra una profezia, la quale cita "l'illuminato", colui che controlla la luce e quindi gli Invizimals (infatti gli Invizimals sono composti da scintille, e quindi da luce); arriva alla conclusione che probabilmente è il giocatore ad essere l'illuminato, dato che ha catturato molti Invizimals.
Più tardi Kaminski proporrà uno scambio: portargli i più forti Invizimals in cambio della libertà di Keni. Nel frattempo Dawson è nel suo studio distrutto e saccheggiato da Axel e viene raggiunto anche da Jazmin. Insieme scopriranno che Kaminsky è il vero campione del torneo di Tokyo, avendo usato Akyra come copertura, e che forse vuole tradire persino il suo cliente. Arrivati al Nido della Vipera, il nascondiglio del pirata informatico, questi rifiuterà di liberare Keni e lo si dovrà affrontare insieme al suo Thunderwulfe mutato. Una volta sconfitto Axel arriverà da Campbell, che rimprovera il pirata informatico per averlo deluso: si scopre quindi che è Campbell stesso ad essere dietro le malefatte di Kaminski e aveva fatto il doppio gioco solo per far fare il lavoro sporco (ovvero catturare gli Invizimals) al giocatore. A questo punto si dovrà affrontare Campbell e il suo Bratbat mutato. Alla fine Keni lotta contro Campbell per impedirgli di fuggire, ma quando l'uomo prende la sua PSP da essa si sprigiona un'energia che, apparentemente, lo vaporizza. L'avventura finisce con Dawson, Jazmin e Keni che ringraziano il giocatore per averli aiutati. O meglio non ancora: Jazmin, infatti, racconterà che nello Sri Lanka è stato avvistato un Invizimal raro: un Tigershark, l'Invizimal più ricercato da tutti i giocatori.

## Invizimals
Gli Invizimals (come dice il nome) sono mostri invisibili di cui molti sono simili ad animali domestici o selvatici, ma molti altri ancora sono riconducibili anche a creature leggendarie, mitologiche o estinte. Molti di essi vivono anche nel mondo umano e nei primi 3 giochi possono essere catturati con l'utilizzo di una carta magica (chiamata anche trappola). Quando con essa si riesce a trovare un invizimal, per catturarlo bisogna intraprendere una sfida diversa per ogni specie, se no esso scapperà.

## Personaggi
- Kenichi "Keni" Nakamura: è uno scienziato che lavora nel centro di ricerca della Sony di Tokyo. Durante le ricerche per lo sviluppo della GO!Cam per la PSP riesce a scoprire delle creature invisibili che chiama Invizimals. Il primo Invizimal che ha scoperto è Stingwing e da all'ora è diventato il suo compagno Invizimal. La sua PSP è nera. È interpretato da Matt McCooey e doppiato da Paolo De Santis.
- Jazmin Nayar: è una vecchia amica di Keni. Da quando Keni ha scoperto gli Invizimals è diventata un'esperta cacciatrice, e aiuta Keni ogni volta che ne ha bisogno. La sua PSP è rosa. È interpretata da Rakhee Thakrar e doppiata da Emanuela Pacotto.
- Bob Dawson: è un grande scienziato. Quando Keni ha scoperto gli Invizimals Dawson lo ha aiutato a comprendere il loro comportamento. Il suo Invizimal è Firecracker. La sua PSP è nera. È interpretato da Brian Blessed e doppiato da Renzo Ferrini.
- Sebastian Campbell: è un miliardario inglese, discendente di una nobile famiglia, ed è stato un vecchio amico del capo di Keni. Rimane affascinato dagli Invizimals e riesce subito a comprendere che sono delle creature mitologiche; purtroppo è divenuto un megalomane che vuole utilizzare gli Invizimals per dominare il mondo. Il suo Invizimal è Bratbat. La sua PSP è nera. È interpretato da Dougles Reith e doppiato da Riccardo Lombardo.
- Axel Kaminsky: è un mercenario e pirata informatico di origine russa, che diviene il braccio destro di Campbell per i suoi loschi piani. Viene incaricato da Campbell di trasformare gli Invizimals in armi biologiche. Il suo Invizimal è Tunderwulfe. La sua PSP è nera.

## Serie TV
Dal dicembre 2014 è andata in onda nelle televisioni di tutto il mondo la serie tv animata degli Invizimals, prodotta da BRB Internacional, che permette agli spettatori di sbloccare contenuti esclusivi sui videogiochi della saga. In Italia è andata in onda su K2.

### Episodi
Gli episodi di Invizimals sono:
1. L'alleanza parte 1
2. L'alleanza parte 2
3. L'alleanza parte 3
4. Incontro tra due dimensioni parte 1
5. Incontro tra due dimensioni parte 2
6. Incontro tra due dimensioni parte 3
7. Il miglior gioco di sempre
8. Missione gelato
9. Mendoza
10. Tigershark urla
11. Terracotta
12. Preso in giro
13. Benvenuto Signor Black

## Accoglienza
La rivista Play Generation diede alla versione per PlayStation Portable un punteggio di 82/100, trovandolo un titolo insolito, caratterizzato da una buona giocabilità e da un'elevatissima longevità.